# Златнозелена жаба
Златнозелената жаба (Litoria aurea) е вид земноводно от семейство Pelodryadidae.
Въпреки че видът е един от най-често срещаните жаби в югоизточната част на Австралия, през последните няколко десетилетия популацията ѝ намалява значително, особено във високопланинските райони, което води до съвременната ѝ класификация на световно застрашен вид със статут уязвим.
Въпреки нейната класификация и способности за катерене тя не живее сред дървета и прекарва почти цялото си време близо до нивото на земята. Тя може да достигне дължина до 11 см, което я прави една от най-големите жаби в Австралия.
Тези жаби се хранят с насекоми, но също така ядат по-едра плячка като червеи и мишки. Те са основно дневно хранещи се, въпреки че това е най-вече заради топлината на слънцето. По-малко активни са през зимата, освен в по-топлите или влажни периоди. Размножават се в топлите месеци. Мъжките достигат зрялост след около 9 месеца, докато при по-големите женски това се случва, докато не навършат две години. Жабите могат да участват в канибализъм и мъжките често се нападат и нараняват една друга.

## Разпространение и местообитание
Златнозелената жаба е родом от югоизточна Австралия. Преди да намалее популацията, разпространението ѝ варира от Брунсуик Хедс в северен Нов Южен Уелс, до Източен Гипсланд във Виктория, и на запад до Батерст, Тумут и Австралийска столична територия.
Сегашното разпространение варира от Байрон Бей в северен Нов Южен Уелс, до Източен Гипсланд във Виктория, като популациите се срещат най-вече по крайбрежието. В Нов Южен Уелс видът е изчезнал от високопланинските райони над 250 метра, с изключение на популацията в Капитанс Флеут. Проучване на популациите по крайбрежието на Нов Южен Уелс показа, че повечето от тях са много малки, обикновено не повече от 20 възрастни индивида. Според проучване от 1996 г. са известни шест популации от повече от 300 жаби – две в метрополията на Сидни, две в Шоулхевън и две на север по крайбрежието на Нов Южен Уелс. Златнозелената жаба е изчезнала от приблизително 90% от предишния си обхват.
Видът се среща на три острова край източния бряг на Австралия – островите Куораган и Броутон край Порт Стивънс и остров Боуен в залива Джервис. Той е внесен в Нова Зеландия през 1860-те години и сега е често срещан в частта на Северния остров на север от Роторуа, като на повечето места това е единственият вид жаба в околността. Той е внесен още и на тихоокеанските островни страни Нова Каледония и Вануату през 19 век и оттогава е станал често срещан там.
Жабата може да се открие в широк спектър от местообитания, с изключение на бързо течащи потоци. Обитава крайбрежни блата, влажни зони, язовири, канавки, малки реки, гори и дори човешки съдове като вани. Най-често се среща в краткотрайни сладководни водоеми, които са неподвижни, плитки, незасенчени и незамърсени. Има тенденция да избягва води, които съдържат хищни риби, независимо дали са местни или внесени. Най-често обаче се среща в райони, засегнати от човешкото обитаване.
Въпреки че краката ѝ осигуряват голямо сцепление, жабата не избира да се катери по дървета, а прекарва по-голямата част от времето си на 10 см от земята и рядко се издига на повече от метър над нея. Въпреки че има способността да стои неподвижна за няколко часа, тя може да пропътува за един ден или нощ разстояния от 1 до 3 км. Като цяло жабата обитава област с площ от 100 – 700 м2.
Много от популациите, особено в региона на Сидни, обитават райони с рядко безпокойство, като голф игрища, използвана промишлена земя, тухлени ями и депа за сметища. Броят им продължава да намалява и е застрашен от изчезване поради загуба на местообитания, замърсяване, нови паразити и патогени, включително Batrachochytrium dendrobatidis.

## Описание
Златнозелената жаба е една от най-големите австралийски жаби. Възрастните са едри и варират от 4,5 до 11 см на дължина, като типичните екземпляри са с размери от 6 до 8 см. Зрелите мъжки като цяло са по-малки от зрелите женски. Цветът на мъжките може да е почти напълно зелен, от нюанси на тъмно грахово-зелено до ярко изумрудено, в медно-кафяви или златни маркировки. Женските са склонни да имат повече зелени петна от мъжките. През по-хладните месеци (от май до август), когато жабите са неактивни, оцветяването може да потъмнее почти до черно. Те също могат да потъмнеят и ако просто останат на тъмно място за няколко минути, а цветът може да се промени и по време на живота на жабите.
Кремаво-бяла или бледожълта ивица, обградена отгоре в златисто, а отдолу в черно, се простира отзад окото, покрай слуховия орган до слабините. Друга ивица със същия цвят започва под окото и продължава до рамото. Коремът е кремав или бял и има грубо зърнеста текстура. Краката са зелени, бронзови или в комбинация от двете, а вътрешната част на бедрата и слабините са оцветени в синьо-зелено. Зрелите мъжки развиват жълтеникаво оцветяване до гласните торбички на гърлото си. Видът има разширени дискове на пръстите на краката, за да помогне при катеренето. Тъй като този вид често се среща във вода, пръстите на ръцете са свободни, докато тези на краката са почти напълно сплетени. Когато са в състояние на размножаване, мъжките развиват семенни подложки на палците си, които се използват за захващане на женските по време на чифтосване. Те са оцветени в кафяв цвят през размножителния сезон, но са незабележими и по-бледи през останалата част на годината. По време на размножителния период женските развиват синкав оттенък на краката си, докато мъжките крака стават ръждиво-оранжеви.

## Хранене
Възрастните индивиди се хранят с насекоми, като щурци, ларви, комари, водни кончета, земни червеи, хлебарки, мухи и скакалци. Известно е също, че ядат сладководни раци, плужеци и други жаби, дори от същия вид. Те имат силна склонност към канибализъм и често поставени в едно и също заграждение се поглъщат взаимно. Проучвания и опити показват, че канибализмът се среща и в дивата природа.
Поповите лъжички се хранят с детрит, водорасли и бактерии. Ако гъстотата на популацията е висока, поповите лъжички се канибализират една друга.
В плен златнозелената жаба е известна, че се храни още с щурци, бръмбари, мекотели, паяци, водни охлюви, мишки и змии.
Златнозелената жаба може да стане храна на различни хищници, като птици (рифови и бели чапли, бели ибиси и блатни хариери), змии, гущери, червени лисици, костенурки, змиорки и други риби, като костур и европейски шаран, и няколко разновидности на безгръбначни хищници, като големите кафяви богомолки.

## Размножаване
Тези жаби се размножават основно в топлите месеци от октомври до март и по-рядко в края на зимата. Изглежда, че репродукцията се влияе от географията, понеже по-южните и високопланински популации имат по-кратък прозорец за размножаване от техните по-северни и низински колеги. Последните се размножават по-рано и завършват по-късно от предишната група. По време на размножителния период мъжките издават „любовен зов“ (с дълбоко ръмжене), обикновено докато плават във водата, но понякога и върху растителността отстрани на езерце, главно през нощта. Установено е, че мъжките отговарят на зова на останалите и затова цели групи от мъжки индивиди ще се обадят в унисон. Мъжките също са по-склонни да се обаждат в определени температурни диапазони, 16 – 23°C за температура на водата и 14 – 25°C за тази на въздуха. Любовният зов също е по-вероятно да се наблюдава веднага след като е валяло дъжд.
Мъжките достигат зрялост при размер около 45 – 50 мм между деветия и дванадесетия месец, и при този размер започва да се развива гласовия сак под брадичката, с което се започва и способността за отправяне на любовен зов. Женските достигат полова зрялост на две години и могат да намалят до 26% от теглото си при хвърляне на хайвера. При мъжките също се наблюдава отслабване по време на размножаване, тъй като се хранят по-малко. Теглото, загубено през размножителния сезон, обикновено се възстановява от януари до септември.
Амплексусът между мъжкия и женския се среща главно във вода, но понякога на значителни разстояния далеч по сушата. Наблюденията на местата за размножаване показват, че мъжките се задържат около района на ухажване много по-дълго време, докато женските предимно остават на други места, за да търсят храна, преди да се срещнат с мъжките там. По време на амплексус мъжките хващат женските близо до подмишниците си, след което се качват на гърба им. В природата амплексусът обикновено отнема между 10 минути и пет дена, но не винаги се стига до снасяне на яйца.
Жабите могат да се движат до 100 м по време на амплексус преди женската да снесе яйцата си. По време на снасянето на яйцата, двойката жаби остават в амплексус и се предполага, че мъжкият опложда яйцата със спермата си. Процесът на снасяне и оплождане на яйцата отнема около пет минути. Средно около 5 – 10 хил. яйца се отлагат сред водната растителност в желатинова маса. Първоначално масата плава, но потъва до 12 часа след полагане или при нарушаване. Яйцата се отличават от тези на другите видове жаби: те са с широчина 2 – 2,5 мм и са едноцветни, черни в единия край и бели в другия. Те веднага започват да се разширяват, бързо достигайки до около 4 мм напречно, преди да потънат. Когато са положени за пръв път, те плават с черното, насочено нагоре, но след като потънат, ориентацията става неопределена. Два до пет дни по-късно поповите лъжички се излюпват, но процесът може да отнеме само няколко часа в някои случаи. Предвид големия брой яйца, които се излюпват и предвид оскъдицата на зрели жаби, се смята, че степента на оцеляване на поповите лъжички е много ниска. При излюпването поповите лъжички са с дължина около 5 – 6 мм, включително опашката. Като цяло темпът на растеж е 0,2 мм на ден през първите пет седмици.